# Georgann Johnson
Georgann Johnson (* 15. August 1926 in Decorah, Iowa; † 4. Juni 2018 in Los Angeles, Kalifornien) war eine US-amerikanische Schauspielerin.

## Leben

### Familie und Theaterauftritte
Johnson besuchte die Decorah High School, das Luther College und die Northwestern University. Ihr Vater George war Inhaber einer kleinen Installationsfirma, die in Decorah und Umgebung Aufträge ausführte; er betätigte sich in seiner Freizeit als Amateurschauspieler. 
In den 1950er Jahren bis Anfang der 1960er Jahre war Johnson in mehreren Rollen am Broadway zu sehen. Ihr Broadway-Debüt gab sie im April 1953 in der Rolle der Christine Marlowe in der Komödie Room Service von Bernard Hart und Don Hershey. Von Oktober 1954 bis Januar 1955 war sie mit Mike Wallace in dem Theaterstück Reclining Figure von Martin Gabel und Henry M. Margolis als Cass Egerton zu sehen. Von Oktober 1958 bis Dezember 1958 übernahm sie die Rolle der Vicky Remsen in der Komödie Drink to Me Only von Abram S. Ginnes und Ira Wallach. In der Komödie Critic's Choice von Ira Levin war sie von Dezember 1960 bis Mai 1961 in der Rolle der Angela Ballantine zu sehen; Regie führte bei dieser Produktion Otto Preminger. Dabei handelte es sich um ihre letzte Broadway-Arbeit. 1953 hatte sie bei ihren Bühnenauftritten am Broadway ihren späteren Ehemann Stanley Prager kennengelernt, als beide kurzzeitig als Umbesetzung in der Wiederaufnahme des Theaterstücks Room Service auftraten. 

### Film und Fernsehen
Johnson spezialisierte sich als Schauspielerin auf den Rollentypus des typischen US-amerikanischen Mädchens, Hausfrau oder der Freundin des jungen Komikers. Ihre wiederkehrende Rolle als die bedrohliche Prinzessin Arura in der bekannten DuMont Television Network-Serie Captain Video and His Video Rangers (1949) vergrößerte ihre Akzeptanz als dramatische Schauspielerin.
Sie trat vor allem im Fernsehen auf. Ihre ersten Fernsehauftritte hatte sie in den Serien Goodyear Television Playhouse, The Adventures of Ellery Queen und Tales of Tomorrow. In den 1950er Jahren wirkte sie auch in mehreren Kinofilmen mit, darunter 1956 in Sunday Spectacular: The Bachelor und 1957 in Mit dem Satan auf Du.
In den 1960er Jahren war sie zunächst in der TV-Serie Alcoa Presents: One Step Beyond in der Rolle der Kate Maxwell zu sehen. 1962 spielte sie in dem Fernsehfilm Kings of Broadway. Ansonsten war sie in diesem Jahrzehnt fast ausschließlich in Fernsehserien zu sehen. Die einzige weitere Ausnahme war dabei der Film Asphalt-Cowboy von 1969.
Johnson war Anfang der 1970er Jahre zunächst in den TV-Serien Another World und dessen Spin-off Somerset zu sehen. 1976 wirkte sie in der Tragikomödie Der Strohmann an der Seite von Woody Allen und Zero Mostel mit. In der Serie As the World Turns spielte sie von 1977 bis 1980 die Rolle der Jane Spencer. 1979 hatte sie einen Gastauftritt in der Fernsehserie Dallas.
In den 1980er Jahren wirkte Johnson in mehreren Fernseh- und Kinorollen mit. Dabei hatte sie Serienrollen in Unter der Sonne Kaliforniens (1980), Lou Grant (1981), Quincy (1982), Herzbube mit zwei Damen (1982) und Das Imperium – Die Colbys (1986/1987). 1989 trat sie in Raumschiff Enterprise: Das nächste Jahrhundert in der Episode Klingonenbegegnung als Admiral Gromek auf. Zu Johnsons Filmen in diesem Zeitraum gehören der Thriller Kein Mord von der Stange (1981), das Drama Der Konflikt – Du oder Beide (1982), das Drama Quicksilver (1986) und die Komödie Blind Date – Verabredung mit einer Unbekannten (1987). 1983 spielte sie in dem Spielfilm The Day After – Der Tag danach an der Seite von Jason Robards die Rolle der Helen Oakes. Sie verkörperte die Ehefrau des im Mittelpunkt der Handlung stehenden Arztes Dr. Russell Oakes.
Johnson trat in den 1990er Jahren fast ausschließlich in Fernsehrollen auf. Die beiden Ausnahmen dabei waren 1993 als Richterin in dem Spielfilm Der Kidnapper mit Patrick Swayze und 1999 als Mutter der weiblichen Hauptfigur Anabeth in 7 Girlfriends mit Laura Leighton. Zu ihren Serienrollen in dieser Zeit gehören Auftritte in der Krimiserie Mancuso, FBI (1990), Geschichten aus der Gruft (1990), Seinfeld (1995) und von 1993 bis 1997 in Dr. Quinn – Ärztin aus Leidenschaft.
2001 wirkte sie in einer kleinen Rolle in dem Thriller The Deep End – Trügerische Stille, ohne dabei im Abspann des Films genannt zu werden. Im selben Jahr war sie in der kurzlebigen Serie Kate Brasher zu sehen und wirkte auch im TV-Film Dr. Quinn, Medicine Woman: The Heart Within mit, sowie in der TV-Serie JAG – Im Auftrag der Ehre. 2002 war sie in den Serien Lady Cops – Knallhart weiblich und Crossing Jordan – Pathologin mit Profil (als Großmutter der Hauptfigur) zu sehen. 2005 spielte sie in der Fernsehserie Ghost Whisperer – Stimmen aus dem Jenseits die Rolle der Angela Farrell. Ihren letzten Auftritt hatte sie 2007 als Nonne in der Krimiserie Cold Case.

## Familie
Johnson war mit dem 1972 verstorbenen Autor und Regisseur Stanley Prager verheiratet. Sie ist die Mutter von 4 Töchtern, darunter die Schauspielerin Sally Prager. Von 1981 bis zu seinem Tod 2008 war sie mit dem Kleindarsteller Jack Tenner verheiratet.

## Filmografie (Auswahl)
- 1952: Goodyear Television Playhouse (Fernsehserie, eine Folge)
- 1952: The Adventures of Ellery Queen (Fernsehserie, eine Folge)
- 1952: Tales of Tomorrow (Fernsehserie, eine Folge)
- 1956: The Bachelor (Fernsehfilm)
- 1957: Mit dem Satan auf Du (Short Cut to Hell)
- 1964: Preston & Preston (The Defenders, Fernsehserie, 1 Folge)
- 1965, 1967: Auf der Flucht (The Fugitive, Fernsehserie, zwei Folgen)
- 1969: Asphalt-Cowboy (Midnight Cowboy)
- 1973: Der geheimnisvolle Engel (From the Mixed-Up Files of Mrs. Basil E. Frankweiler)
- 1976: Der Strohmann (The Front)
- 1979: Hart aber herzlich (Hart to Hart, Folge 1.9: Die Wunderdroge)
- 1981: Kein Mord von der Stange (Looker)
- 1983: The Day After – Der Tag danach (The Day After, Fernsehfilm)
- 1983: Hart aber herzlich (Hart to Hart, Folge 5.9: Gift im Whisky)
- 1985: Die zweite Wahl – Eine Romanze (Murphy’s Romance)
- 1986: Heißhunger (Kate’s Secret, Fernsehfilm)
- 1988: Side by Side (Fernsehfilm)
- 1989: Raumschiff Enterprise: Das nächste Jahrhundert (Star Trek: The Next Generation, Fernsehserie, eine Folge)
- 1990: Geschichten aus der Gruft (Tales from the Crypt, Fernsehserie, Folge 2x18)
- 1993–1997: Dr. Quinn – Ärztin aus Leidenschaft (Dr. Quinn, Medicine Woman, Fernsehserie, acht Folgen)
- 1996: Twilight Man (Fernsehfilm)
- 2001: Dr. Quinn, Medicine Woman: The Heart Within (Fernsehfilm)
- 2005: Ghost Whisperer – Stimmen aus dem Jenseits (Ghost Whisperer, Fernsehserie, eine Folge)
- 2007: Cold Case – Kein Opfer ist je vergessen (Cold Case, Fernsehserie, eine Folge)